# Carlton Colville
Pour les articles homonymes, voir Carlton.
Carlton Colville est une paroisse civile du Suffolk, en Angleterre. Elle est située dans le nord-est du comté, dans la banlieue de Lowestoft, à 5 km au sud-ouest du centre-ville. Administrativement, elle relève du district de East Suffolk. Au recensement de 2011, elle comptait 8 505 habitants.

## Étymologie
Carlton est un toponyme fréquent dans le Danelaw, les régions du nord et de l'est de l'Angleterre ayant subi une importante colonisation scandinave aux IXe et Xe siècles. Il est constitué du substantif vieil-anglais tūn, qui désigne une ferme ou un village, auquel est préfixé l'élément norrois karl désignant un homme libre ou un fermier. Dans le Domesday Book, compilé en 1086, le village figure ainsi sous le nom de Carletuna. L'élément Colville est ajouté ultérieurement et fait référence à la famille de Colevill, dont la présence à Carlton est attestée au XIIIe siècle.